# Joey Jones
Joseph Patrick „Joey“ Jones (* 4. März 1955 in Llandudno, Wales; † 22. Juli 2025) war ein walisischer Fußballspieler.

## Leben und Karriere
Der Waliser begann seine Spielerkarriere beim walisischen Klub AFC Wrexham. In dieser Zeit wurde er auch vier Mal in die U-23-Auswahl von Wales einberufen. 1975 wechselte er zum FC Liverpool. Mit den Reds gewann er zweimal die englische Meisterschaft, ein Mal den UEFA-Cup und war beim ersten Meisterpokalsieg von FC Liverpool Mitglied der Mannschaft. 1978 kam er wieder zurück zum AFC Wrexham. 1982 versuchte er sich abermals in England. Der Verteidiger unterschrieb beim FC Chelsea, mit dem er 1984 den Aufstieg in die höchste englische Spielklasse schaffte. Trotz anfänglicher Buhrufe der Blues-Fans wurde er 1983 zum besten Chelsea-Spieler des Jahres ausgezeichnet. Nach 91 Spiele und zwei Toren für den FC Chelsea wechselte er 1985 zu Huddersfield Town. Bei den Terriers blieb er weitere zwei Jahre, um dann zu seinen Stammklub AFC Wrexham zurückzukehren. International spielte er 72 Mal für die walisische Fußballnationalmannschaft und erzielte dabei drei Tore. Sein Debüt gab er 1975 gegen Österreich. Jones beendete seine Spielerkarriere bei Wrexham 1992. Jones musste sich 2002 einer Herzoperation unterziehen. Bis zu seiner Operation war er Jugendtrainer bei „seinem“ AFC Wrexham. 2005 brachte er seine Autobiographie Oh Joey, Joey! hinaus. Weiters wurde der Waliser von den Liverpool-Fans zu den 100 besten Liverpool-Spielern aller Zeiten gewählt.

## Erfolge
- Walisischer Pokalsieger: 1975
- Englischer Meister (2): 1975/76, 1976/77
- UEFA-Pokal: 1976
- Europapokal der Landesmeister (2): 1977, 1978
- UEFA Super Cup: 1977